# Tharra flavocosta
Tharra flavocosta är en insektsart som beskrevs av Nielson 1975. Tharra flavocosta ingår i släktet Tharra och familjen dvärgstritar. Inga underarter finns listade i Catalogue of Life.